# Каша, Майкл
Майкл Каша (англ. Michael Kasha; 6 декабря 1920 — 12 июня 2013) — американский физико-химик, сооснователь и первый директор Института молекулярной биофизики (IMB) в Университете штата Флорида. Он открыл фундаментальный закон, связывающий два вида излучения — флуоресценцию и фосфоресценцию. Сформулировал правило, определяющее энергетику электронных переходов молекул.
Член Национальной академии наук США (1971).

## Биография
Майкл Каша родился 6 декабря 1920 года в рабочей семье украинских иммигрантов в г. Элизабет, штат Нью-Джерси. После окончания школы работал 2 года лаборантом в исследовательском подразделении химической компании Merck. Успехи в обучении позволили ему получить стипендию на обучение сначала в инженерном колледже Купер Юнион в Нью-Йорке (который он посещал в ночное время, днём работая в компании Merck), а затем в Мичиганском университете, где он получил степень бакалавра в 1942 году. С 1943 года Каша работал в университете Беркли под руководством известного физико-химика Г. Н. Льюиса, изучая природу люминесценции. Как аспирант-химик Каша был привлечен к работе над выделением и очисткой радиоактивных веществ для военных нужд. Это означало сотрудничество в дневное время с другим профессором химии в Беркли, Робертом Е. Конником по химии плутония. На диссертационные исследования оставались только ночные часы и выходные. И все же Каша своевременно закончил запланированные эксперименты и в январе 1945 г. защитил диссертацию на тему «Триплетные состояния органических молекул».
В 1951 году, после нескольких лет активной научно-исследовательской работы в Беркли, Чикаго и Англии, М. Каша получил должность профессора физической химии в университете штата Флорида. В 1960 году Майкл Каша выдвинул предложение о создании нового совместного центра для междисциплинарных исследований среди биохимиков и физиков. Получив финансирование, М. Каша основал институт молекулярной биофизики при университете штата Флорида, который впоследствии возглавлял в течение более 20 лет. Наибольшее влияние на научно-исследовательскую работу М.Каши оказали конференция, организованная Фрэнсисом Шмиттом в 1958 (Грейт Боулдер, Колорадо) и конференция, организованная Морисом Маройсом в 1970 (Институт жизни, Бельгия). Не менее важными были летние конференции, организованные Альбертом Сент-Дьёрдьи в Лаборатории биологии моря в Вудс-Холе, Массачусетс, в которых М. Каша участвовал с 1960 по 1970 год.
В 1979 году Президент США Джимми Картер назначил профессора М. Кашу членом национального Совета по науке.
Майкл Каша умер 12 июня 2013 г.

## Научные исследования
Майкл Каша внес значительный вклад в развитие молекулярной электронной спектроскопии и молекулярной фотохимии. Он сформулировал ряд принципов, получивших признание и названных впоследствии «правилом Каши». Согласно этому правилу для органических молекул в конденсированной фазе (в кристалле, стекле или жидкости, а также в растворе) излучение фотона (люминесценция) всегда происходит с низшего возбуждённого уровня данной мультиплетности.
Полученные М.Кашей результаты и сделанные выводы в докторской диссертации «Триплетные состояния органических молекул» вызвали широкий резонанс в научном мире. Существует два типа излучения под действием света — кратковременная флуоресценция и долговременная фосфоресценция, между которыми должна существовать какая-то связь. Существование этой связи через неизвестное долгоживущее электронное возбужденное состояние было предсказано в 1933 году Александром Яблонским. В своей диссертации Каша как раз и доказывал, что таким состоянием является триплетное состояние молекул. Именно этот вывод столкнулся с полнейшим непринятием и сокрушительной критикой всего научного сообщества. Такие выдающиеся ученые, как нобелевские лауреаты Джеймс Франк и Роберт Малликен, выступили категорически против. Суть их критики сводилась к тому, что переход из синглетного в триплетное состояние невозможен в силу законов квантовой механики. Однако эксперименты Льюиса и Каши показывали иноe.
Майклу Каше принадлежит открытие синглетного кислорода в химических и биохимических реакциях. Он работал по многим аспектам химии кислорода в растворе.
Молекула в растворе находится в синглетном состоянии, в то время как в основном состоянии является триплетом, что, таким образом, позволяет говорить о её метастабильности. Майкл Каша впервые объяснил, каким образом растения эффективно используют энергию солнца, и предложил простую модель этого процесса. Как оказалось, его механизм чрезвычайно сложен. Одни пигменты поглощают солнечную энергию и каскадом реакций передают другим, где и происходит разделение зарядов. Он был первым в изучении многих фотохимических систем, образующихся с переносом протона, и доказал существование их сoпряжения с перенoсом электронного заряда.
Результатом работы с Робертом Конником стал ряд работ по химии плутония, выполненных в рамках манхэттенского проекта. Работы М.Каши были посвящены изучению ионных равновесий и кинетики реакций с участием плутониевых ионов в растворах хлороводородной и перхлорной кислот. Для проведения данных исследований активно использовались спектрофотометрические методы. Были проведены исследования магнитной восприимчивости плутония в различных степенях окисления.
В музыкальном мире Майкл Каша известен как конструктор уникальных гитар с высокими значениями громкости и продолжительности звука (в обычных конструкциях каждый из этих параметров может быть повышен лишь за счет другого). Гитары Каши высоко ценил Андрес Сеговия.

## Основные труды
Майкл Каша отличался высокой научной активностью. На его счету более 150 научных статей и публикаций. Наиболее известными и цитируемыми из которых являются:
- Kasha M., Rawls H.R., El-Bayoumi M.A. The Exciton Model in Molecular Spectroscopy // Pure Appl. Chem. 1965. Vol. 11, № October 2014. P. 371—392.

- Kasha M. Energy Transfer Mechanisms and the Molecular Exciton Model for Molecular Aggregates // Radiat. Res. 1963. Vol. 20, № 1. P. 55.

- McRae E.G., Kasha M. Enhancement of Phosphorescence Ability upon Aggregation of Dye Molecules // J. Chem. Phys. AIP Publishing, 1958. Vol. 28, № 4. P. 721.

- Sengupta P.K., Kasha M. Excited state proton-transfer spectroscopy of 3-hydroxyflavone and quercetin // Chem. Phys. Lett. North-Holland, 1979. Vol. 68, № 2. P. 382—385.

## Почести и награды
М.Каша не раз награждался различными международными наградами за достижения в области науки: медалью Джорджа Портера (фотохимия), медалью Роберта Малликена (молекулярная спектроскопия). Помимо этого Каша был удостоен пяти национальных наград США. В 1998 году Майкл Каша был удостоен премии Александра Яблонского.
М. Каша — член ряда американских национальных академий, Бразильской академии наук (1991), почетный доктор наук университета Гонзага (Вашингтон, 1988), Гданьского университета (Польша, 1992). В 1990 году Каша получил диплом об избрании первым зарубежным членом Академии наук УССР.

## Личная жизнь и хобби
В 1949 году Майкл Каша женился на выпускнице Беркли Лилли Кон, родом из Гданьска (Польша). Сын Николас Каша.
М. Каша имел широкий спектр увлечений. Помимо академических работ по физике возбужденных состояний молекул, он известен работами над гитарами, скрипками, виолончелями и контрабасами, работами в области последствий солнечных корональных выбросов массы (один из которых происходил почти во время его смерти), а также интересами в области деревообработки, электроники, фотографии и парусного спорта.

## Интересные факты
- Интересуясь химией с малых лет, Майкл Каша построил небольшую химическую лабораторию в подвале своего дома во время обучения в средней школе.
- Работая лаборантом в исследовательской лаборатории компании Merck Майкл смог быстро завоевать уважение коллег и руководителя Карла Фолкерса. Ученые-химики синтезировали новый продукт, обладавший биологической активностью, но не смогли его очистить и после нескольких неудачных попыток решили разъехаться в отпуска. Вернувшись, они увидели, что 17-летний лаборант не только успешно разделил препарат на семь чистых фракций, но и охарактеризовал их.
- Майкл Каша принял участие в концертном турне по США и Канаде совместно со всемирно известным гитаристом Андресом Сеговия. Майкл рассказывал о своей теории музыкальных инструментов и их конструкции, а потом начинался концерт Сеговии. Эти лекции-концерты собирали тысячные аудитории.
- Переехав в Таллахасси (штат Флорида), Майкл вместе с супругой Лилией поселились в лесу на берегу дикого озера, где было много аллигаторов. В стремлении защитить этих мирных животных, которых несправедливо изображают как кровожадных хищников — врагов человека, он предлагал всем желающим покататься по озеру среди аллигаторов на его маленьком каяке.